# Бордениј Мичи (Прахова)
Бордениј Мичи (рум. Bordenii Mici) насеље је у Румунији у округу Прахова у општини Скорцени. Oпштина се налази на надморској висини од 315 m.

## Становништво
Према подацима из 2002. године у насељу је живело 575 становника, од којих су сви румунске националности.